# Imperia Online Ltd
Империја Онлајн ДОО је бугарска фирма за израду игара основана од стране Монија Дочева и Доброслава Димитрова. Фирма је основана у Софији, Бугарска, и претежно се бави израдом игара које се играју преко прегледника те најпознатијом игром истоимене фирме Империјом Онлајн. Касније, фирма почиње да се бави израдом мобилних игара.
На почетку 20016. године фирма има више од 15 игара у свом портфолију и још неколико игара у процесу израде. Империја Онлајн се сада бави израдом игара за веб-прегледаче, iOS, Android, Windows Phone, и за социјалне мреже као што су Facebook, Odnoklassniki и Vkontakte.

## Историја
- Империја Онлајн ДОО је званично основана септембра 2009. године, али идеја се рађа заједно са њеним основним производом MMORTS Империја Онлајн далеке 2005. године. Детаљно истраживање и израда гејмплеј механике и програмерског кода су реализовани од стране оснивача игре – Доброслава Димитрова који је дизајнер гејмплеја и Монија Дочева (у то време) програмера-хонорарца.[6]
- У јануару 2005. године идеја постаје концепција и 23. августа Ера 1 света 1 Империје Онлајн је званично објављена и прича почиње.
- Светови за 2 нова ажурирања Империје Онлајн су објављени. Игра је преведена на 12 језика захваљујући преводиоцима-хонорарцима као и преводиоцима које је фирма унајмила на пуно радно време.
- Организује се прво такмичење те врсте у Империји Онлајн.
- Током 2007. године Империја Онлајн ДОО пушта Галактичку Империју (Galactic Imperia) – нова игра за веб-прегледаче са модерним војним контекстом.
- Након припреме концепције и изградње гејм механике током скоро целе године, марта 2008. године почиње игра Глобални ратови (Global Wars).
- Током 2009. године, Империја Онлајн лансира своју прву игру улога - Imperial Hero. RPG је објављена након године рада на техничком и концептуалном плану.
- Поново у 2009. години објављена је игра Ludo за iOS и Facebook – класична потезна игра сада се може играти онлајн са хиљадама реалних играча.
- Следеће 2010. године, Империја Онлајн ДОО, лансира игру Online Artillery – потезна пуцњава оружјем.
- У 2011. години је проведено прво Светско првенство Империје Онлајн са финалном победом бугарског националног тима.
- Током 2012. године, проводи се друго Светско првенство Империје Онлајн поново освојено од стране бугарског националног тима.
- Средњовековна стратегија је званично на Apple App Store-у.
- 2012. године, Империја Онлајн ДОО је међу излагачима на On!Fest-у.
- 2013. године проводи се треће Светско првенство Империје Онлајн и овог пута побеђује национални тим Хрватске.
- У то време, током 2013. године, већ је више од 100 запослених у фирми и отвара се прва школа за програмере (названа Imperial Training Camp ).
- Током 2013. године основни производ Империје Онлајн наставља свој развој и добија верзију за iOS и највећу руску социјалну мрежу Odnoklassniki.
- Касније, током 2013 године, објављена је нова верзија Империје Онлајн, верзија 6 названа

Великани са новом графиком и занимљивијим гејмплејом, такође доступна за Android кориснике.
- Касније у 2013. години, Империја Онлајн ДОО је међу излагачима на Gamescom, Dubai World Game Expo and On!Fest.
- У истој години, фирма спонзорише бугарски тим који се бави плесом Boogie Woogie на светском шампионату у Москви, Русија. Фирма такође спонзорише Sofia Game Jam, Intergame, Tallinn and the #archHackaton.
- 2014. године, Империја Онлајн – Великани је објављена за Android, Windows Phone,[7] и Facebook; Microsoft бира Империју Онлајн у својој ‘Featured’ секцији у Windows Store-у.[8]
- Током прве половине 2014. године, Империја Онлајн објављује неколико мобилних игара почевши са игром Mad Moles и Online Artillery 2 у августу – обе за iOS и Facebook.[9] Касније исте године, Mad Moles добија такође и Android верзију.
- У октобру 2014. године објављена је игра Rocket Chameleon за iOS[10] и касније такође добија и Android верзију.[11]
- У новембру 2014. године, Империја Онлајн објављује игру Eggciting Adventure With Egg Tales!| url = http://blog.imperiaonline.bg/en/?p=160%7C website = blog.imperiaonline.bg| accessdate = 13. 1. 2015}}</ref> - опуштајућа игра која прати авантуру једног јајета које је испало из свог гнезда у страшној пећини. Аркадни скакач се брзо пење до врха на бугарском App Store-у у категорији ‘Бесплатно’.
- У међувремену – од средине октобра до краја новембра 2014. године, спроводи се четврто издање Светског првенства Империје Онлајн са убедљивом победом Бразила.[12]
- Током 2014. године, фирма спонзорише експедицију Black Sea Solo Kayak и HackFMI.
- У 2014. години, Империја Онлајн је међу излагачима на Gamescom, Cologne и Intergame, Tallinn.
- Империја Онлајн ДОО је међу главним спонзорима Launchub.[4]
- Империја Онлајн је члан BAIT-а (Бугарска Асоцијација за информационе технологије) и BASSCOM-а (Бугарска асоцијација за софтверне технологије)
- У јануару 2015. године, Империја ОнлајнДОО објављује средњовековну потезну стратегију Seasons of War за Android[13] која дозвољава играчу да постане гувернер далеког царског града и да изгради своје поседе својом мудром владавином.
- Током 2015. године, игра улога Imperial Hero II – римејк Imperial Hero, објављена је за Android, Facebook и веб.
- Империја Онлајн за Windows Phone је објављена од стране Game Troopers и featured Xbox title од стране Microsoft-а.
- 2015. године објављена је игра Seasons of War за iOS.
- У јануару 2015. године објављена је игра Jolly Join за iOS – очаравајућа color matching слагалица са једноставним правилима.
- Истог месеца Империја Онлајн ДОО објављује игру Golem Wars за iOS – фентази потезна стратегија која дозвољава играчу да постане господар golem војске.
- У фебруару 2015. године, објављена је игра Robo Risk за iOS - Sci-Fi симулација пењања са аутоматском генерацијом нивоа и бесконачним гејмплејом.
- Истог месеца Империја Онлајн ДОО, објављује Cluster Six за iOS – side-scroller игра која шаље играча у будућност.
- Поново у фебруару 2015. године игра Egg Tales је доступна за Android.
- У јуну 2015. године, Империја Онлајн ДОО, објављује игру Ishi за Android – аркадна игра у којој играч преузима контролу над каменим створењем по имену Ishi. Његов задатак је да успешно пролази кроз дубоке и мрачне пећине скупљајући скупоцено драго камење и побеђујући у окршајима са зверима.
- Октобра 2015. године, Империја Онлајн ДОО, објављује игру Ludo Blitz за iOS, Android и Facebook. Игра је надограђена верзија игре Ludo Империје Онлајн из 2009. године.
- Истог месеца FlapOTron 3D Touch је објављен за iOS. Играчи треба да пролазе између кула користећи 3D Touch контролу и освајајући бод за сваку успешно савладану препреку.
- Поново, у октобру 2015. године, Империја Онлајн ДОО посећујеGame Connection у Паризу где је директор компаније Цветан Русимов међу лекторима тог догађаја.[14]
- У новембру 2015. године, игра Online Artillery 2.0 објављена је за Android као и специјална 3D Touch верзија за iPhone 6s.
- 2015. године, Империја Онлајн ДОО је међу излагачима на Gamescom-у.
- У децембру 2015. године, објављена је игра Ishi GO за iOS. Још једна привлачна игра где играчи треба да пролазе између стена користећи 3D Touch контролу и прикупљајући бодове за сваку успешно савладану препреку.

## Цифре
- Од 2016. године, Империја Онлајн ДОО има преко 35 милиона регистрованих корисника.
- Фирма и њене игре имају скоро 650 000 фанова на друштвеној мрежи Facebook.
- Годишњи приход Империје Онлајн за 2014. годину је 6,7 милиона евра.
- Приход за период 2005-2014 је 22.7 милиона евра.
- Офис фирме се налази на 3 000 квадратних метара у једној од најлуксознијих зграда у Бугарској - Infinity Tower.[15]
- Од јануара 2016. године, Империја Онлајн ДОО има више од 160 запослених.
- Фирма и њени производи су популарни у више од 170 држава.

## Игре
| Наслов             | Година | Платформа (е)                          | Жанр                          |
| ------------------ | ------ | -------------------------------------- | ----------------------------- |
| Imperia Online     | 2005   | Прегледач, iOS, Android, Windows Phone | MMORTS                        |
| Galactic Imperia   | 2007   | Прегледач                              | MMORTS                        |
| Global Wars        | 2008   | Прегледач                              | ONLINE                        |
| Imperial Hero      | 2009   | Прегледач                              | MMORPG                        |
| Ludo               | 2009   | iOS, Прегледач                         | Family board game             |
| Online Artillery   | 2010   | Прегледач                              | Turn-based cannon shooter     |
| Mad Moles          | 2014   | iOS, Android, Прегледач                | Whac-a-mole                   |
| Online Artillery 2 | 2014   | Прегледач\| Turn-based cannon shooter  |                               |
| Rocket Chameleon   | 2014   | iOS, Android                           | Color matching, Side-scroller |
| Egg Tales          | 2014   | iOS, Android                           | Arcade, Jumper                |
| Ishi               | 2015   | Android                                | Arcade game                   |
| Seasons of War     | 2015   | iOS, Android                           | TBS                           |
| Ludo Blitz         | 2015   | iOS, Android, Facebook                 | Family board game             |
| Golem Wars         | 2015   | iOS                                    | TBS                           |
| Jolly Join         | 2015   | iOS                                    | Puzzle game                   |
| Cluster Six        | 2015   | iOS, Apple TV                          | Side-scroller game            |
| Robo Risk          | 2015   | iOS                                    | Climbing simulator            |
| YoHoHo             | 2015   | iOS                                    | Arcade game                   |
| FlapOTron          | 2015   | iOS                                    | Arcade game                   |
| Ishi GO            | 2015   | iOS                                    | Arcade game                   |
| Imperial Hero II   | 2015   | Прегледач, Android, Facebook           | MMORPG                        |

## Обука и образовање
Током 2013. године, Империја Онлајн ДОО, оснива прву бесплатну школу за гејм програмере у Бугарској. У почетку име школе је Imperial Training Camp и прва сезона припрема 40 ентузијаста за професионалну сферу PHP/MySQL и Java/Android. 20 од 40 људи који су успешно завршили курс, унајмљени су од стране Империје Онлајн а остали су препоручени другим софтверним фирмама.
Друга сезона Imperial Training Camp привлачи још веће интересовање и овог пута курс почиње са 80 људи који су подељени у 4 групе састављене од по 20 људи. 30 од укупно 62 ученика је одмах почело да ради за Империју Онлајн ДОО.
Током треће сезоне Империји Онлајн ДОО се придружује још једна бугарска фирма - Trader.bg – и име школе је промењено у IT Talents Training Camp. До тада курсеви који су се проводили били су следећи: PHP/ MySQL, Java/ Android, JavaScript, Objective-C/iOS, и Java SE / Java EE. Јануара завршава трећа сазона а већина људи од 115 ученика је почело посао у Империји Онлајн.
Током јесени 2015. године, већ је 170 успешно реализованих учесника академије. IT Talents Training Camp већ има партнерство са више од 30 фирми из IT индустрије, нудећи им обучене ИТ стручњаке. У октобру 2015. године, ова иницијатива је регистровала рекордних 3 284 молби за упис, од којих је изабрано 215 најмотивисанијих кандидата за похађање интензивног 6-месечног курса.

## Аутсорсинг
У мају 2015. године, Империја Онлајн ДОО, оснива приватну фирму за ИТ аутсорсинг, по имену Империја мобајл ДОО. До краја године нова фирма коју управља Радослав Гајдарски, већ има 10 успешно реализованих пројеката. Аутсорсинг фирма предлаже разне услуге у вези са испуњењем техничких пројеката и превазилажење свакаквих изазова, рачунајући на капацитет који се састоји од 180 професионалних програмера, дизајнера, маркетолога и стручњака за бизнис развој који тренутно раде у Империји Онлајн ДОО.

## Награде и номинације
- Империја Онлајн је номинована у категорији Образовање и Корпоративна и социјална одговорност на додели награда BAIT-а 2013. године.
- Империја Онлајн је објављена за Звезду у успону на Deloitte IT копаније са најбржим развојем за 2014. годину са порастом прихода од 498%.[16][17]
- Империја Онлајн ООД је номинована у три категорије:[18]
  - ‘Promising IP’
  - ‘Desktop Downloadable’
  - ‘Hardcore Game’
- Империја Онлајн ДОО, је номинована за ‘App Developer of 2014’ at The Appsters.[19][20]
- Године 2015. Империја Онлајн ДОО, награђена је од Deloitte-а као 14. ИТ фирма која се развија најбрже у Централној Европи, бележећи пораст прихода од 592% за период од 2011. до 2014. године.[21]

Током исте године, Империја Онлајн ДОО је номинована у три категорије за бизнис награде ‘Forbes Бугарска 2015’:
- Радник године
- Развој бизниса
- Развој људских ресурса

Радник Империје Онлајн Илијан Илиев, награђен је 2. местом у категорији Радник године од часописа Forbes Бугарска.
Током 2016. године, два албума са музиком Империје Онлајн, представљени су на Amazon Hot New Releases у категорији Саундтрак (најпродаванији нови производи). Музика композитора Христа Христова, је у Топ 1О на Amazon.de Немачка.

## Корпоративна друштвена одговорност
- Империја Онлајн ДОО, сваке године спонзорише много ИТ иницијатива, као што су HackFMI и Бугарска PHP конференција, у циљу подпомагања развоја ИТ сектора у Бугарској.
- Фирма стално предузима унутрашње иницијативе као што је прикупљање пластичних поклопаца, батерија за рециклирање и такође учествује у удружењу међународних компанија 1 сат без струје, у циљу очувања околне средине.
- Фирма се ангажује у прикупљању помоћи за децу у Бугарској путем донација различитих иницијатива као што је Бугарски Божић и организује добротворне акције за дечје домове.
- Империја Онлајн ДОО је значајно смањила коришћење папира, развојем сопственог система за сваки могући процес који може избеђи штампање докумената.
- Радници имају много бенефиција и бонуса у случају да нису одсуствовали са посла, за препоруку запосленог радника, поводом порођаја или усвајања детета, као и покривање расхода од стране фирме за вртић. Радници добијају и мобилне телефоне са бесплатним минутима и интернетом, додатно здравствено осигурање и друго.
- Сви радници у фирми имају приступ гејм сали која је опремљена билијарским столовима, флиперима, стоним фудбалом, PlayStation-ом и Xbox-ом.
- Сваке године се организује team building и организују се журке и забаве за децу радника.
- Свакодневно обезбеђен ручак, свеже воће, топли и хладни напици од фирме.
- Обезбеђена вакцина против грипа.
- Радници могу учествовати у фудбалским тимовима, кошаркашким тимовима и у другим играма као што је FIFA, друштвене игре, стони фудбал, билијар и у многим групама према интересима.